# Gây tê cục bộ
Gây tê cục bộ (hay phong bế) là bất kỳ kỹ thuật nào gây ra sự vắng mặt của cảm giác ở một bộ phận cụ thể của cơ thể, thường nhằm mục đích gây giảm đau cục bộ, nghĩa là không nhạy cảm cục bộ với cơn đau, mặc dù các giác quan khác cũng có thể bị ảnh hưởng.  Nó cho phép bệnh nhân trải qua các thủ tục phẫu thuật và nha khoa đỡ đau đớn.  Trong nhiều tình huống, chẳng hạn như mổ lấy thai, phương pháp này an toàn hơn và do đó vượt trội hơn so với gây mê toàn thân.  Nó cũng được sử dụng để giảm đau không phẫu thuật và cho phép chẩn đoán nguyên nhân của một số tình trạng đau mãn tính.  Bác sĩ gây mê đôi khi kết hợp cả kỹ thuật gây mê nói chung và cục bộ.
Các thuật ngữ sau đây thường được sử dụng thay thế cho nhau:
- Gây tê cục bộ, theo một nghĩa nghiêm ngặt, là gây mê một phần nhỏ của cơ thể như răng hoặc một vùng da.
- Gây tê khu vực nhằm mục đích gây tê một phần lớn hơn của cơ thể như chân hoặc cánh tay.
- Gây mê dẫn truyền bao gồm rất nhiều kỹ thuật gây tê cục bộ và khu vực.

## Y khoa
Gây tê cục bộ là một loại thuốc gây tê cục bộ có thể đảo ngược và mất khả năng hấp thụ.  Khi nó được sử dụng trên các con đường thần kinh cụ thể (khối thần kinh), các tác dụng như giảm đau (mất cảm giác đau) và tê liệt (mất sức mạnh cơ bắp) được tạo ra.  Thuốc gây tê tại chỗ lâm sàng thuộc về một trong hai nhóm: thuốc gây tê cục bộ aminoamide và aminoester.  Thuốc gây tê cục bộ tổng hợp có cấu trúc liên quan đến cocaine.  Chúng khác với cocaine chủ yếu là ở chỗ họ không có khả năng bị lạm dụng và không hành động trên hệ thống sympathoadrenergic, tức là họ không tạo ra tăng huyết áp hoặc co mạch máu cục bộ, với ngoại lệ của ropivacain và mepivacain mà tạo ra sự co mạch yếu.  Không giống như các hình thức gây mê khác, một thuốc gây tê cục bộ có thể được sử dụng cho một thủ thuật nhỏ trong văn phòng bác sĩ phẫu thuật vì nó không khiến bạn rơi vào tình trạng bất tỉnh.  Tuy nhiên, bác sĩ nên có sẵn một môi trường vô trùng trước khi làm thủ tục gây tê tại văn phòng của họ.
Thuốc gây tê cục bộ khác nhau về tính chất dược lý của chúng và chúng được sử dụng trong các kỹ thuật gây tê cục bộ khác nhau như:
- Gây tê tại chỗ (bề mặt) - Tương tự như gây tê tại chỗ trước khi tiêm thuốc tê.
- Xâm nhập
- Khối plexus

Tác dụng phụ phụ thuộc vào phương pháp gây tê cục bộ và vị trí quản trị được thảo luận sâu trong bài viết phụ gây tê cục bộ, nhưng về tổng thể, tác dụng phụ có thể là:
1. cục bộ kéo dài gây mê hoặc dị cảm do nhiễm trùng, tụ máu, áp suất chất lỏng quá mức trong một khoang kín, và cắt đứt các dây thần kinh & mô hỗ trợ trong quá trình tiêm.[2]
2. phản ứng toàn thân như hội chứng CNS bị trầm cảm, phản ứng dị ứng, giai đoạn vận mạch và tím tái do độc tính gây tê cục bộ.
3. thiếu tác dụng gây mê do mủ nhiễm trùng như áp xe.

## Kỹ thuật gây tê cục bộ không y tế
Điều trị đau cục bộ sử dụng các kỹ thuật khác ngoài thuốc giảm đau gồm:
- Kích thích dây thần kinh xuyên da, đã được tìm thấy là không hiệu quả cho đau lưng dưới, tuy nhiên, nó có thể giúp với bệnh thần kinh tiểu đường.[3]
- Có thể sử dụng tần số xung, điều trị thần kinh, giới thiệu trực tiếp thuốc và cắt bỏ dây thần kinh để nhắm mục tiêu vào các cấu trúc mô và cơ quan / hệ thống chịu trách nhiệm cho sự hấp thụ dai dẳng hoặc các thuốc ngủ từ các cấu trúc được coi là nguồn gốc của cơn đau mãn tính.[4][5][6][7][8]